# Yukio Iketani
Yukio Iketani (池谷 幸雄?, Iketani Yukio; 26 settembre 1970) è un ex ginnasta giapponese vincitore di quattro medaglie olimpiche.

## Biografia
Yukio Iketani ha un fratello di nome Naoki (3 agosto 1973), il quale dopo aver avuto una breve carriera da ginnasta, è divenuto un personaggio televisivo. Partecipa a molti show giapponesi, tra cui Ninja Warrior e Kinnikun Banzuke. Inoltre è campione di Monster Box.

## Carriera
Ha partecipato a due edizioni dei Giochi olimpici: Seul 1988 e Barcellona 1992. Nel 1988 ha vinto due medaglie di bronzo, nel corpo libero e nel concorso a squadre. Nel 1992 ha vinto la medaglia d'argento nel corpo libero e quella di bronzo nel concorso a squadre. In carriera vanta anche una medaglia di bronzo nella specialità della sbarra ai campionati mondiali di ginnastica artistica disputati a Stoccarda del 1989.